# El árbol azul
El árbol azul es una serie infantil argentina en coproducción internacional, fue adquirida para su emisión entre 1991 y 1992 por Canal 13, pero nunca emitida, luego cedió sus derechos entre 1993 y 1994 a América TV que la emitió de Lunes Viernes a las 18 horas.

## Sinopsis
Un grupo de chicos de clase media de variadas razas y religiones entrelazan sus vidas a través de experiencias desarrolladas en el colegio y en el barrio en el que viven.
Una comedia en la que se plantean los problemas de los chicos y los de la familia, a través de historias llenas de ternura. El misterio de un mágico árbol azul movilizará a los chicos de una escuela de barrio, quienes no escaparán a problemas económicos, de amistad, de amor y de familia, muchos de los cuales podrán ser resueltos gracias al esfuerzo de todos.

## Reparto

### Elenco adulto
- Mónica Gonzaga como Mónica de Cardone.
- Antonio Caride como Roberto Cardone.
- Estela Kiesling como Señorita Magda
- Carlos Muñoz como Don Sebastián.
- Marzenka Novak como Carmen de Barbiera.
- Francisco Nápoli como José Luis Figueroa.
- Ana María Casó como Delia de Figueroa.
- Andrés Vicente como Andrés Fernández.
- Victoria Onetto como Señorita Angélica.
- Horacio Dener como Juan Meccia "Don Juan".
- Mónica Galán como Antonia.
- Raquel Albeniz como Teresa.
- Michelle Diehl como Michelle Gutiérrez.
- Sandra Dipp como Laura Colacci.
- Cristina Fernández como Abuela Mathilda.
- Roberto Fiore como Domenico Colacci.
- Norberto Gonzalo como Ramón Tacone.
- Anahí Martella como Esther de Tacone
- Carlos Larrache como Fernando Gutiérrez.
- Josefina Ríos como Abuela Luisa
- Abel Sáenz Buhr como Manuel.

### Elenco infantil
- Natalia Naguel como Silvana
- Guido Kaczka como Daniel "Danny" Figueroa.
- Belén Blanco como Luciana Fernández
- Paula D'Amico como Valeria Cardone.
- Facundo Espinosa como Federico "Fede" Rojas .
- Eugenia Talice como Mariana Barbiera.
- Mauro Martín como Miguel.
- Carlos Pedevilla como Francisco "Pancho" Fernández.
- Desiree Nagüel como María.
- Guillermo Santa Cruz como Guillermo "Guille".
- Paula Montel como Florencia "Flor".
- Maximiliano Greco como Rafael.
- Matías Puelles como José Meccia.
- Natalia Pérez como Verónica.
- Diego Bozzolo como Matías Tacone .
- Morena Druchas como Morena Figueroa.
- Noelia Alegna como Ani.
- Pablo Franchini como Pablo "Pablito" Tacone.
- Pablo Albino como Antonio "Tony"
- Martín Galigniana como Jorge Gutierrez.
- Elvira Vicario como Marcela.
- Diego Greco como Tomás.
- Susana Sisto como ?
- Juan Carlos Ucello como ?
- Beatriz Vives como Andrea.

## Versiones
- La productora mexicana Televisa realizó en 1998 una adaptación con el título de "Una luz en el camino" protagonizada por Mariana Botas,  Verónica Merchant y Guillermo Capetillo.